# Entandrophragma spicatum
Entandrophragma spicatum är en tvåhjärtbladig växtart som först beskrevs av C. Dc., och fick sitt nu gällande namn av Thomas Archibald Sprague. Entandrophragma spicatum ingår i släktet Entandrophragma och familjen Meliaceae. Inga underarter finns listade i Catalogue of Life.